# Jaroslav Sakala
Jaroslav Sakala (* 14. července 1969 Krnov) je bývalý český skokan na lyžích, mistr světa v letech na lyžích a olympijský medailista.

## Biografie
Skokanskou kariéru začal v deseti letech. První větší úspěch zažil jako dvacetiletý, když v kanadském Thunder Bay nahlédl do první desítky (9. místo) výsledkové listiny, ale po zbytek sezóny už podobný výsledek nepředvedl. O rok později vylepšil své nejlepší umístění v Trondheimu (7. místo), avšak sezona nebyla o moc zdařilejší než předchozí. V sezoně 1991/1992 se dostal do první desítky již šestkrát. Na zimní olympiádě v Albertville získal československý skokanský tým Tomáš Goder, František Jež, Jiří Parma a Jaroslav Sakala bronzovou medaili, sám byl v individuálních závodech nejlépe patnáctý.
Následující dvě sezony byly jeho nejúspěšnější. V té první vyhrál oba závody v Tauplitz/Bad Mitterndorf, obsadil druhé, resp. třetí místo v závodech mistrovství světa ve švédském Falunu, dosáhl na druhé místo v Lahti a Innsbrucku, v Oslu skončil bronzový. V celkovém hodnocení světového poháru se umístil na druhém místě za Andreasem Goldbergerem. V sezoně 1993/1994 zvítězil na mistrovství světa v letech na lyžích (Planica, 20. března 1994), první a druhé místo vybojoval v závodech světového poháru v Liberci. Ve světovém poháru mu patřila čtvrtá příčka. Na olympijských hrách v Lillehammeru skončil sedmý na velkém a třináctý na středním můstku, české družstvo bylo sedmé
V sezoně 1994/1995 zažil Sakala citelný výkonnostní propad. Do první desítky se dostal pouze v Oberstdorfu (5. místo). V letech 1995–1997 se ještě desetkrát umístil v první desítce, z toho dvakrát na stupních vítězů. Poté se již mezi světovou špičku nevrátil, na ZOH 1998 se umístil nejlépe na 26. místě (družstvo bylo opět sedmé). Dvakrát se připomněl v roce 2000. Únorové závody v letech na lyžích v Bad Mitterndorfu absolvoval pouze jako předskokan, skočil 205 metrů. V červenci během 23 hodin a 7 minut absolvoval sto skoků o celkové délce 9135 metrů a zapsal se tak do Guinnessovy knihy rekordů. Kvůli problémům se svazem uvažoval o tom, že by skákal za jinou zemi. Poslední velký závod absolvoval 9. března 2002 v Harrachově (mistrovství světa v letech na lyžích) a rozloučil se dvaadvacátým místem. Konec kariéry oznámil 8. května 2002.
Po ukončení aktivní kariéry se i nadále pohyboval kolem skoků na lyžích. V roce 2003 dostal od tehdejšího trenéra Jána Tánczoše nabídku, aby působil jako jeho asistent. Odmítl ji s tím, že nesouhlasí se složením realizačního týmu. Rok poté oznámil, že se chce zúčastnit konkurzu na trenéra české skokanské reprezentace. Tím se nakonec stal Slovinec Vasja Bajc. Sakala se nyní živí podnikáním, vlastní noční bar a sportovní obchod. Krom toho studuje trenérskou školu v Olomouci a plánuje, že se jednou ke skokům jako trenér přece jen vrátí. Od ledna 2005 byl vlastníkem a ředitelem serveru skoky.cz. Web se pravidelně dostával do ostrých sporů se skokanským úsekem Svazu lyžařů ČR a 15. května 2006 ukončil činnost.
V současné době[kdy?] je hlavním trenérem ženského národního skokanského týmu. Ve skokanském světě je znám pod přezdívkou „Saky“.
V anketě Českého svazu lyžařů o domácího lyžaře století skončil na osmém místě. Ze skokanů jej předčil pouze vítěz Jiří Raška a bronzový Pavel Ploc.